# Crown Heights Affair
Crown Heights Affair är ett åttamannafunkband som var populära på discoscenen under 1970-talets andra hälft.
Bandet bildades 1973 i New York och tog sitt namn efter det område medlemmarna härstammade från: Crown Heights.
Efter att ha gjort sig ett namn på klubbar i New York fick de kontrakt med RCA och kunde släppa sin musikaliskt lyckade debutskiva. Man lämnade sedan RCA för det mer Disco-inriktade skivbolaget De-Lite där man släppte åtta album mellan åren 1975 och 1983.
Bland singlarna lyckades Dreaming a Dream (1975) bäst på listorna med en femteplats på R&B-listan. Annars är det sparsmakat med riktigt stora framgångar på hitlistorna.
Crown Heights Affair är istället ett band för de verkliga Discoälskarna. Deras medryckande låtar bygger ofta på körsång och aktivt blås. Crown Heights Affair sparar aldrig på krutet.
Bland de bättre låtarna märks You gave me Love, Galaxy of Love, Sure Shot och den exceptionella Far out.
Crown Heights Affairs medlemmar är:
- Phil Thomas
- William Anderson
- Muki Wilson
- Howard Young
- Bert Reid
- Raymond Reid
- James Baynard
- Raymond Rock